# J.M. Coetzee
J. M. Coetzee (John Maxwell Coetzee, født 9. februar 1940) er en sydafrikansk forfatter. Den 2. oktober 2003 modtog han som den fjerde afrikaner nobelprisen i litteratur.
Han blev født i Cape Town som John Michael Coetzee (han ændrede senere sit mellemnavn), og hans yngre år blev delt mellem denne havneby og Worcester. Han studerede ved Cape Towns universitet, hvor han fik en grad i matematik og engelsk.
I begyndelsen af 1960'erne flyttede han til England, hvor han for en tid arbejdede med computere. Efterfølgende begyndte han studier i litteratur ved Texas universitet, hvorefter han underviste i engelsk og litteratur på New Yorks statsuniversitet i Buffalo indtil 1983.
I 1984 rejste han retur til Sydafrika til et professorat i engelsk litteratur ved Cape Towns universitet. Ved sin aftrædelse i 2002, flyttede han til Adelaide, Australien hvor han blev ansat ved Adelaides universitet.
Han blev den første forfatter som blev tildelt Bookerprisen to gange: The Life and Times of Michael K i 1983 og Disgrace i 1999. Da han generelt ikke ønskede at deltage i pressedækningen, deltog han ikke i overrækkelsen. Ud over sine romaner har han også udgivet videnskabelige arbejder samt oversættelser.

### Oversættelser
- Landscape with rowers : poetry from the Netherlands, Princeton University Press, (2004) ISBN 0-691-11736-5.